# Harald Cerny
Harald Cerny (Vienna, 13 settembre 1973) è un allenatore di calcio ed ex calciatore austriaco, di ruolo centrocampista, tecnico della squadra Under-14 del Bayern Monaco.